# Pachypodium horombense
Pachypodium horombense ist eine Pflanzenart aus der Gattung Pachypodium in der Familie der Hundsgiftgewächse (Apocynaceae).

## Beschreibung
Pachypodium horombense ist eine ausdauernde Pflanze, mit aufrechtem, verzweigenden Stamm. Die Laubblätter sind dick, fest und blass grün gefärbt, sie werden im Winter nahezu vollständig abgeworfen. Die Blütenstiele sind aufrecht und werden bis zu 60 cm lang.
Die Blüten sind leuchtend gelb gefärbt, die Kronröhre ist aus fünf Kronblättern zusammengesetzt, breit becherförmig und misst 17 bis 23 mm im Durchmesser. Die Früchte werden 14 cm lang und messen 7 mm im Durchmesser.

## Vorkommen
Die Art ist endemisch im zentralen Teil sowie im Süden Madagaskars verbreitet.

## Systematik
Die Erstbeschreibung der Art erfolgte 1924 durch Henri Louis Poisson.
Ein nomenklatorisches Synonym ist Pachypodium rosulatum var. horombense (Poiss.) G.D.Rowley.
Natürliche Hybriden sind mit Pachypodium densiflorum bekannt.

## Nachweise